# Basile Pierre Chamorin de Cappy
Pour les articles homonymes, voir Chamorin et Cappy (homonymie).
Basile Pierre Chamorin de Cappy est un homme politique français né le 28 décembre 1755 à Joigny (Yonne) et décédé le 21 février 1829 à Châlons-sur-Marne (Marne).
Docteur en médecine et médecin aux armées, il est maire de Châlons-sur-Marne et député de la Marne pendant les Cent-Jours, puis de 1815 à 1816, siégeant dans la majorité de la Chambre introuvable.

## Sources
- « Basile Pierre Chamorin de Cappy », dans Adolphe Robert et Gaston Cougny, Dictionnaire des parlementaires français, Edgar Bourloton, 1889-1891 [détail de l’édition]